# The Incredible Jazz Guitar of Wes Montgomery
The Incredible Jazz Guitar of Wes Montgomery — студійний альбом американського джазового гітариста Веса Монтгомері, випущений у 1960 році лейблом Riverside. 1999 року альбом занесено до Зали слави премії «Греммі».

## Про альбом
Цей альбом був записаний під час двох сесій 26 і 28 січня 1960 року в Нью-Йорку. Монтгомері акомпанує піаніст Томмі Фленаган і динамічна ритм-секція братів з Філадельфії Персі Гіта на контрабасі та Альберта «Туті» Гіта на ударних. Альбом включає версію «Airegin» Сонні Роллінса, відомий своєю модальною прогремією боповий джем «Four on Six» і соул-вальс Монтгомері «West Coast Blues».

## Визнання
1999 року The Incredible Jazz Guitar of Wes Montgomery було включено до Зали слави премії «Греммі».

## Список композицій
1. «Airegin» (Сонні Роллінс) — 4:24
2. «D-Natural Blues» (Вес Монтгомері) — 5:18
3. «Polka Dots and Moonbeams» (Джиммі Ван Гейзен, Джонні Берк) — 4:38
4. «Four on Six» (Вес Монтгомері) — 6:15
5. «West Coast Blues» (Вес Монтгомері) — 7:20
6. «In Your Own Sweet Way» (Дейв Брубек) — 4:45
7. «Mister Walker» (Вес Монтгомері) — 4:28
8. «Gone With the Wind» (Еллі Врубель, Герб Мегідсон) — 6:13

## Учасники запису
- Вес Монтгомері — гітара
- Томмі Фленаган — фортепіано
- Персі Гіт — контрабас
- Альберт Гіт — ударні

Технічний персонал
- Оррін Кіпньюз — продюсер
- Джек Хіггінс — інженер